# След Сокола
«След Сокола» — советско-восточногерманский художественный фильм, снятый в 1968 году режиссёром Готфридом Кольдицем.

## Сюжет
Вторая половина XIX века. Белые завоеватели нарушили мирный договор из-за золотых россыпей, найденных в Чёрных Холмах, на землях племени дакота.
Двое золотоискателей Чет и Пэт Петерсон промывают песок у небольшого ручья в поисках золота. Пэт находит небольшой золотой самородок, оба товарища радуются неожиданной удаче. В этот момент у лагеря появляется вождь дакота по имени Зоркий Сокол со своим братом Быстроногим Оленем. Пэт дарит индейцам найденный самородок.
Через некоторое время все вожди племени собираются на большой совет. Энергичный Ташунка Витко выступает за вооружённую борьбу с белыми захватчиками, но вожди Бурый Медведь и Красное Облако ратуют за мир. Дабы избежать кровопролития, они заключили с «бледнолицыми» договор. Точку в споре ставит Зоркий Сокол, показывая остальным самородок, полученный от Петерсона, утверждая, что теперь белые не оставят индейцев в покое, а на место двух золотоискателей скоро придут двести, а с ними и солдаты, а значит нужно готовиться к предстоящей борьбе. Принимается решение устроить большую охоту, чтобы создать запас провианта.
Действие переносится в поезд, в котором в поисках новой жизни едут многочисленные поселенцы, среди них мировой судья Эммерсон с дочерью Кэтрин, спекулянт Блэджен по прозвищу Ядовитая Змея со своими подручными Бэшаном и Флетчером, работники преуспевающего торговца Сэма Блейка Питер Хилл и индеец Быстрый Барс, а также многие другие. Блэджен — делец, скупивший земли индейцев и продавший их по частям своим спутникам, благодаря своим связям в Вашингтоне. Договор с индейцами об уступке земли ещё не вступил в силу, однако Блэджен собирается вынудить индейцев оставить свои земли раньше срока, дабы затем втридорога продать их, когда придёт время. Для этого он приказал своим людям истребить стада бизонов, чтобы голод выгнал дакота с земель их предков. Негодяя активно поддерживают его друзья, лишь Хилл прямо называет действия Блэджена бесчеловечными, но встречает лишь насмешки.
Зоркий Сокол со своими воинами неподалёку от железной дороги находят туши застреленных бизонов, гниющие на жарком солнцепёке. Племени угрожает гибель от голода. Неожиданно индейцы слышат голос «огненного коня» – гудок паровоза. Возмущённый Зоркий Сокол решает атаковать поезд. Начинается бой, но индейцам не удаётся остановить состав, даже убив машинистов, так как Быстрый Барс успевает заменить их и дать полный ход. В завязавшейся перестрелке гибнет брат вождя Быстроногий Олень, дакота клянутся отомстить.
Пассажиры сходят с поезда и направляются в Тэнглвуд, конечную цель своего путешествия. По пятам за ними следует Зоркий Сокол со своими воинами. Дело в том, что Сэм Блейк, встретивший своих работников, везёт в своём фургоне ружья, необходимые индейцам для предстоящей борьбы. Ночью Сокол и его товарищи снимают часовых и забирают ружья из фургона, в то время как остальные дакота отвлекают солдат ложной атакой. Теперь у племени достаточно винтовок, чтобы вести войну. Однако, вождь Бурый Медведь заявляет, что направляется в Тэнглвуд для заключения мира, а Зоркий Сокол должен ответить за то, что первым начал боевые действия против белых. Сокол пытается убедить его, что переговоры приведут лишь к гибели, и, в итоге, вынужден увести своих людей на новое стойбище.
Поселенцы прибывают в Тэнглвуд, устроив попойку в местном салуне, принадлежащем Блэджену. По наводке одного из бандитов, Блэджен допрашивает бармена Билла и узнаёт о золоте, найденном в Блэк-Хилс. Один из золотоискателей Чет однажды якобы расплатился небольшим самородком. Бандиты решают «навестить» их.
Наутро Сэм Блейк, Питер Хилл и Быстрый Барс готовятся выехать с товарами в селения индейцев. Однако Блэджен запрещает Блейку торговать с дакота, говоря, что накануне военных действий индейцы не пощадят и торговца. Блейк взбешён, но вынужден признать, что Блэджен прав. В разговоре Блэджен также упоминает Чета и Пэта, которые ищут золото на земле, принадлежащей ему, поэтому Блейк посылает Быстрого Барса предупредить золотоискателей об опасности. По пути подручный Блейка попадает в руки воинов Зоркого Сокола. Тот не скрывает презрения к индейцу, служащему белым, однако решает помочь Чету и Пэту. Узнав, что с Блэдженом отправились его подручный Флетчер и ещё трое головорезов, он отправляет Быстрого Барса назад, а сам с четырьмя воинами спешит к лагерю золотоискателей.
Блэджен говорит Чету и Пэту, что земля, на которой золотоискатели ведут разработку, продана ему правительством США и заявляет права на 60 процентов добычи. Однако возмущённые золотоискатели не верят ему и не намерены уступать ни унции. Тогда один из людей Блэджена направляется к хижине, чтобы найти добытое золото. Чет с ружьём в руках преграждает ему дорогу, однако бандит стреляет в него в упор. Пэт уничтожает бандита ответным выстрелом из винтовки, но получает тяжёлое ранение. В этот момент в бой вступают подоспевшие дакота. Блэджену и Флетчеру удаётся ускользнуть, а другие бандиты гибнут под стрелами и пулями индейцев.
Блэджен решает использовать нападение людей Сокола как повод для ответных действий. В салуне он громко заявляет об убийстве золотоискателей и трёх его помощников индейцами и требует от лейтенанта Форсайта содействия армии в немедленном изгнании индейцев. Сэм Блейк задаёт спекулянту вопрос – что он и его люди делали у ручья, в то время как эта территория принадлежит индейцам и предполагает, что Блэджен на самом деле не имеет разрешения на землю. В ответ на требование показать его и обвинения во лжи, Ядовитая Змея пытается убедить всех в том, что изгнание индейцев – их общая выгода, однако в этот момент в салун входит тяжело раненый Пэт Петерсон. Успев произнести: «Они убили Чета!», старатель теряет сознание. Блэджен советует Блейку послать для переговоров с индейцами одного из своих работников – Быстрого Барса, а вместе с ним Флетчера. Когда всадники добираются до новой стоянки Зоркого Сокола, то видят, что тот ушёл в прерии с воинами, а в селении осталась небольшая группа индейцев. Флетчер, чтобы ещё больше скомпрометировать дакота, убивает Быстрого Барса ударом ножа в спину.
Тем временем Пэт приходит в сознание и рассказывает Блейку и его друзьям о нападении Блэджена. Взбешённый Блейк требует от Ядовитой Змеи немедленных объяснений, но в этот момент возвращается Флетчер, сообщающий, что Быстрый Барс убит дакотами, а вождь Бурый Медведь со своими людьми скоро прибудет в город, чтобы предложить заключить мир. Блэджен приказывает готовиться к бою, а также узнаёт от своего подручного, что на стоянке Сокола осталось мало людей - в основном старики, женщины и дети. В его голове зреет жестокий план.
Когда Бурый Медведь прибывает в город, бандиты убивают нескольких его воинов, а вождя вместе с немногочисленными уцелевшими запирают в сарае. Наутро люди Блэджена во главе с ним нападают на селение Зоркого Сокола, сжигают типи и убивают людей. Спастись удаётся лишь одной девушке, которая сообщает вождям о нападении белых. Зоркий Сокол решает атаковать город. Ночью он пробирается к сараю в котором держат пленных и передаёт им нож, чтобы разрезать путы. В это же время Блэджен вновь требует от Форсайта военной помощи. Лейтенант возмущён варварским нападением на безоружных людей и отказывается, несмотря на предложение хорошего участка земли в качестве вознаграждения, посоветовав Ядовитой Змее для прекращения кровопролития немедленно освободить пленных. Наутро бандиты входят в сарай и пленные, освобождённые Соколом, нападают на них. Один из них гибнет от пули Блэджена, но в этот момент в город врываются Зоркий Сокол и его многочисленные воины, убивая всех поселенцев на своём пути и поджигая дома. Вождь преследует Блэджена, но тому удаётся скрыться. Индейцев вытесняют из города драгуны.
Бурый Медведь, сумевший бежать из плена вместе с людьми Сокола во время битвы, признаёт правоту младшего вождя и  согласен идти на соединение с другими племенами под руководством Красного Облака и Сидящего Быка. Сокол отправляет женщин и детей в поход, а сам вместе с воинами отправляется в Блэк-Хилс, чтобы сдержать солдат под предводительством капитана Рональда, а также отомстить Ядовитой Змее. Блэджен и Флетчер сумели выбраться из горящего Тэнглвуда и находятся в лагере драгун. Индейцы захватывают лошадей, чтобы лишить солдат мобильности. К тому времени как смертельно раненый сержант МакДрайбен добирается на единственном уцелевшем коне к капитану, дакота успевают занять выгодные огневые позиции. Солдаты несут большие потери. Блэджен, видя, что битва складывается в пользу индейцев, бежит, бросив Флетчера. Тот в отчаянии пытается выстрелить ему вслед, но погибает от пули одного из людей Зоркого Сокола. Вождь, тем временем, преследует Ядовитую Змею, загоняя его на вершину скалы, а затем внезапно появляется перед ним. Блэджен оступается и падает с утёса. Зоркий Сокол поднимает ружьё в знак победы над кровным врагом, спускается вниз и скачет к своему племени.

## В ролях
- Гойко Митич — Зоркий Сокол, вождь (озвучивание — Владимир Дружников)
- Ханньо Хассе — Блэджен
- Барбара Брыльска — Кэтрин Эмерсон (озвучивание — Нина Гребешкова)
- Лали Месхи — Синеволосая
- Рольф Хоппе — Джеймс Бешан (озвучивание — Евгений Весник)
- Отар Коберидзе — Ташунка Витко
- Хорст Кубе — Чет
- Хартмут Бир — Флетчер
- Хельмут Шрайбер — Сэм Блейк
- Фред Дельмаре — Питер Хилл
- Милан Яблонски — Быстрый Барс
- Хольгер Малих — Пэт Петерсон
- Фред Людвиг — Джон Эмерсон
- Георгий Татишвили — капитан Рональд
- Родам Челидзе — Глаза Рыси
- Лаврентий Кочадзе — вождь Бурый Медведь
- Коба Кобулов — Хитрая Лиса
- Альберт Георгадзе — Прыгающий-в-воду
- Фриц Мор — сержант МакДрайден
- Пауль Берндт — Билл Майерс
- Дитмар Рихтер-Райник — лейтенант Форсайт
- Дудухана Церодзе — мать Синеволосой
- Вильфрид Ройль — Ворона
- Клаус Юрген Крамер — Проворный Олень
- Зепп Клозе — Дик

## Съёмочная группа
- Автор сценария: Карл Гюнтер
- Режиссёр: Готфрид Кольдиц
- Оператор: Отто Ханиш
- Художник: Пауль Леман
- Композиторы:
  - Вольфганг Мейер
  - Карл-Эрнст Зассе